# Milan Ráček

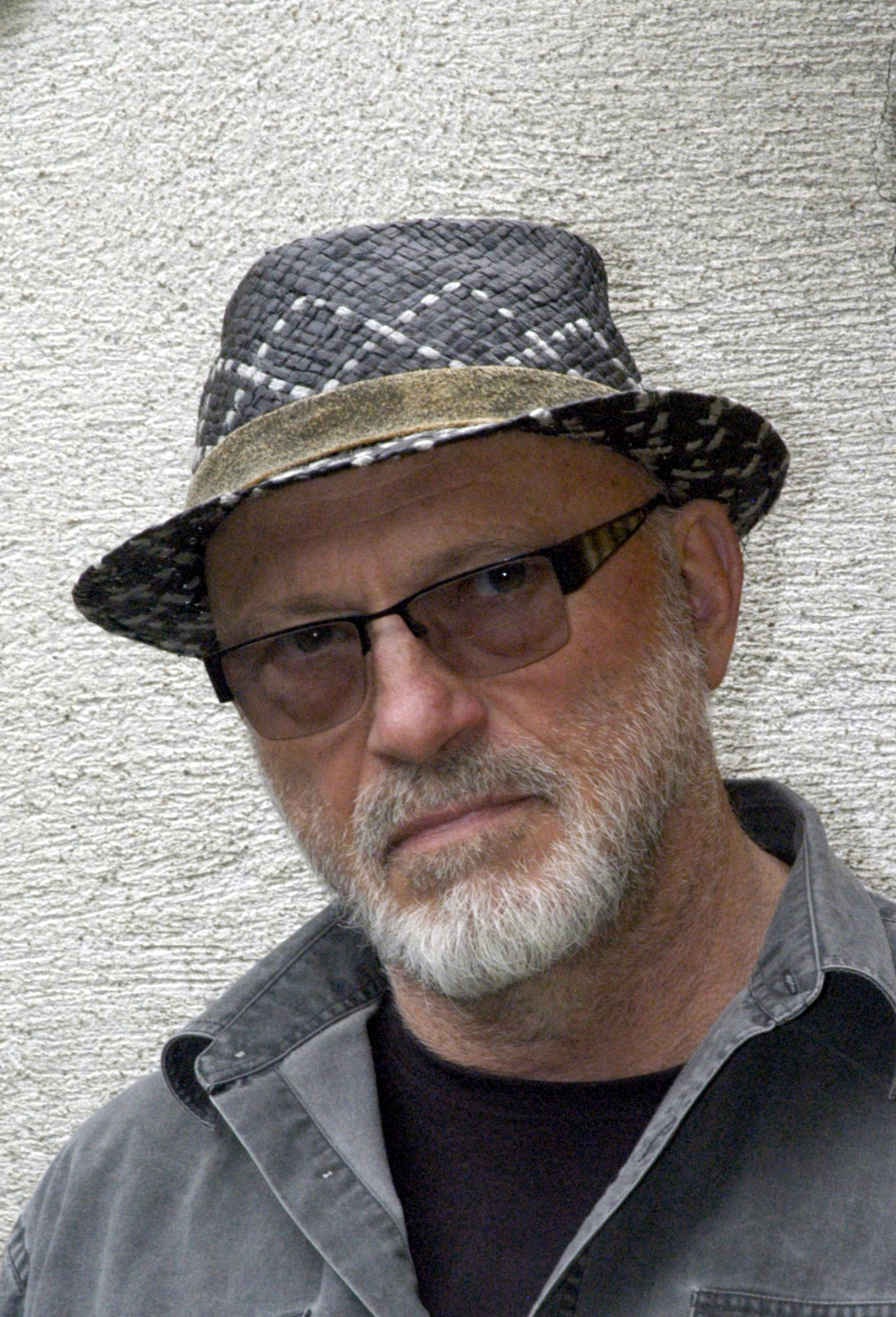
Milan Ráček

Milan Ráček (* 29. Oktober 1943 in Zlín) ist ein tschechisch-österreichischer Museologe und Schriftsteller.

## Leben
Nach der Grundschule absolvierte Ráček 1958 bis 1962 die Höhere technische Lehranstalt für Flugzeugbau in Uherské Hradiště und leistete anschließend bis 1964 den zweijährigen Militärdienst ohne Waffe in der Tschechoslowakischen Armee.
Von 1964 bis 1966 besuchte er die Fachschule für Museumskunde im Nationalmuseum (Prag) und arbeitete ein Jahr lang als Praktikant an der mecklenburgischen biologischen Station Serrahn in der DDR und ein weiteres Jahr in den Museen in Olmütz und Šumperk, ehe er 1968 nach Österreich emigrierte und sich zunächst in Wien niederließ. In der Tschechoslowakei wurde er daraufhin in Abwesenheit wegen „subversiver Tätigkeit“ und „unerlaubtem Aufenthalt im Ausland“ zu 12 Monaten Gefängnis verurteilt.
1969 begann er im Landesmuseum Niederösterreich zu arbeiten, wo er bis zu seiner Pensionierung zunächst in Wien und später in St. Pölten, zuletzt als Leiter der Galerie für zeitgenössische Kunst „Ausstellungsbrücke“ im Regierungsviertel St. Pölten, tätig war.
1978 übersiedelte er von Wien nach Sitzendorf an der Schmida, wo er zwischen 1981 und 1990 gemeinsam mit seiner Frau Irena Ráček die Sitzendorfer Kulturtage mit dem Schwerpunkt Kultur der Nachbarn organisierte. Seit 2005 ist Ráček als freier Schriftsteller tätig.
Ráček ist Mitglied des Österreichischen P.E.N. Clubs und der Autorenvereinigung  PODIUM und mit der Künstlerin Irena Ráček verheiratet.

## Bibliografie

### Fach- und Sachbücher
- 1976: Biologische Präparation. Arbeitsbuch für Interessierte an Instituten und Schulen (gemeinsam mit Heinrich Echsel) – Verl. Jugend & Volk Wien (Fachbuch) (ISBN 3-7141-5245-8)
- 1985: Die nicht zu Erde wurden ... – Kulturgeschichte der konservierenden Bestattungsformen – Verl. Böhlau Wien / Köln (Sachbuch) (ISBN 3-205-07244-8)
- 1990: Mumia Viva: Eine Kulturgeschichte der humanen und animalen Präparation – Verl. Akad. Dr.- u. Verl.-Anst.  (Sachbuch) (ISBN 3-201-01511-3)
- 2004: Kunstschaffende im Land – Künstler aus der Region Weinviertel – Südmähren – Westslowakei (Herausgeber); Weinviertler Festival 2004 (Katalog; 74 Künstler im Kurzporträt)

### Belletristik
- 1999: Leo: Ein Postskriptum (gemeinsam mit Richard Pils und Martha Griebler) – Verl. Publication PN°1 – Bibliothek der Provinz, Weitra (ISBN 3-85252-329-X)
- 2001: Das Jubiläum – eine herzhaft kulinarische Geschichte – Verl. Publication PN°1 – Bibliothek d. Provinz, Weitra (ISBN 3-85252-421-0)
- 2003: Die Rückkehr – im Schatten des Hamidou – Verl. Publikation PN°1 Bibliothek der Provinz, Weitra (ISBN 3-85252-463-6)
- 2005: Für ein Leben zu viel – Verl. Edition VA BENE Klosterneuburg, Wien (ISBN 3-85167-178-3)
- 2009: HochZeiten – Heiratsgeschichten, die man gerne verheimlicht hätte (bilingual, Deutsch und Tschechisch) – Verl. Edition Roesner Mödling, Maria Enzersdorf (ISBN 978-3-902300-46-1)
- 2010: Der helle Weg in die Dunkelheit – Verl. Literaturedition Niederösterreich, St. Pölten (ISBN 978-3-902717-09-2)
- 2015: Freiheit hinter dem Stacheldraht ...: Lebenssplitter bis 1968 – Verl. Edition Roesner Mödling, Maria Enzersdorf (ISBN 978-3-902300-96-6)

### Übersetzungen
- 1989: Räuberhauptmann Grasl Theaterstück von Helmut Korher
- 2002: Leo: Ein Postskriptum – Verlag Ottobre12, Velehrad

### Artikel
- 1998: Begegnungen mit erhaltenen Körpern längst Verstorbener in „Körper ohne Leben“.[1]
- 1998: Versuche der Vergangenheit und Gegenwart, den toten Körper möglichst unverändert zu erhalten in „Körper ohne Leben“.
- 1998: Zwiespältiger Eindruck zur Schau gestellter mumifizierter Körper in „Körper ohne Leben“.
- 2003: Kulturaustausch einst und jetzt in „Kultur ohne Grenzen“ S 66 ff.[2]

## Auszeichnungen und Preise
- 2005: Verleihung des Titels Regierungsrat durch Bundespräsident Heinz Fischer.